# Чемпионат Африки по пляжному самбо 2022
Чемпионат Африки по пляжному самбо 2022 года прошёл в городе Яунде (Камерун) 18 июля. Генеральным партнёром турнира была компания «Роснефть».

## Медалисты

### Мужчины
| Весовая категория | Золото                                    | Серебро                   | Бронза                                                                    |
| ----------------- | ----------------------------------------- | ------------------------- | ------------------------------------------------------------------------- |
| до 58 кг          | Габриэль Паскаль Камаджу Танкуа · Камерун | Яссер Бухессуне · Марокко | Кришма Бетубана · Центральноафриканская Республика                        |
| до 71 кг          | Абдельрахман Эламир Элдамрани · Египет    | Роджер Ндонго · Камерун   | Ремео Мумулимассаи · Центральноафриканская Республика Юссуф Диалло · Мали |
| до 88 кг          | Нджима Рауль · Камерун                    | Мохамед Элбадави · Египет | Эмануэль Педро Дос Анджос Лукас · Ангола Коджо Аканабо Новиков · Того     |
| свыше 98 кг       | Жерар Мишель Ванлье Ндам · Камерун        | Халед Заки · Египет       | Абдул Рашид Адаму Мумуни · Нигер Брахим Мухи · Марокко                    |

### Женщины
| Весовая категория | Золото                       | Серебро                        | Бронза                                          |
| ----------------- | ---------------------------- | ------------------------------ | ----------------------------------------------- |
| до 59 кг          | Рахима Саад Хассан · Джибути |                                |                                                 |
| до 72 кг          | Марем Эльхатиб · Египет      | Фатумата Гвиндо · Буркина-Фасо | Ноэль Конэ · Мали Фалон Вивьен Нинджу · Камерун |
| свыше 72 кг       | Самах Ис Абделлатеф · Египет |                                |                                                 |

## Командный зачет

### Мужчины
1. Камерун
2. Египет
3. Марокко

### Женщины
1. Египет
2. Джибути
3. Буркина-Фасо